# Heteroliodon
Heteroliodon es un género conocido de serpientes de la familia Lamprophiidae. Sus especies son endémicas de Madagascar.

## Especies
Se reconocen las siguientes especies:
- Heteroliodon fohy Glaw, Vences & Nussbaum, 2005
- Heteroliodon lava Nussbaum & Raxworthy, 2000
- Heteroliodon occipitalis (Boulenger, 1896)